# إعلام إشاري

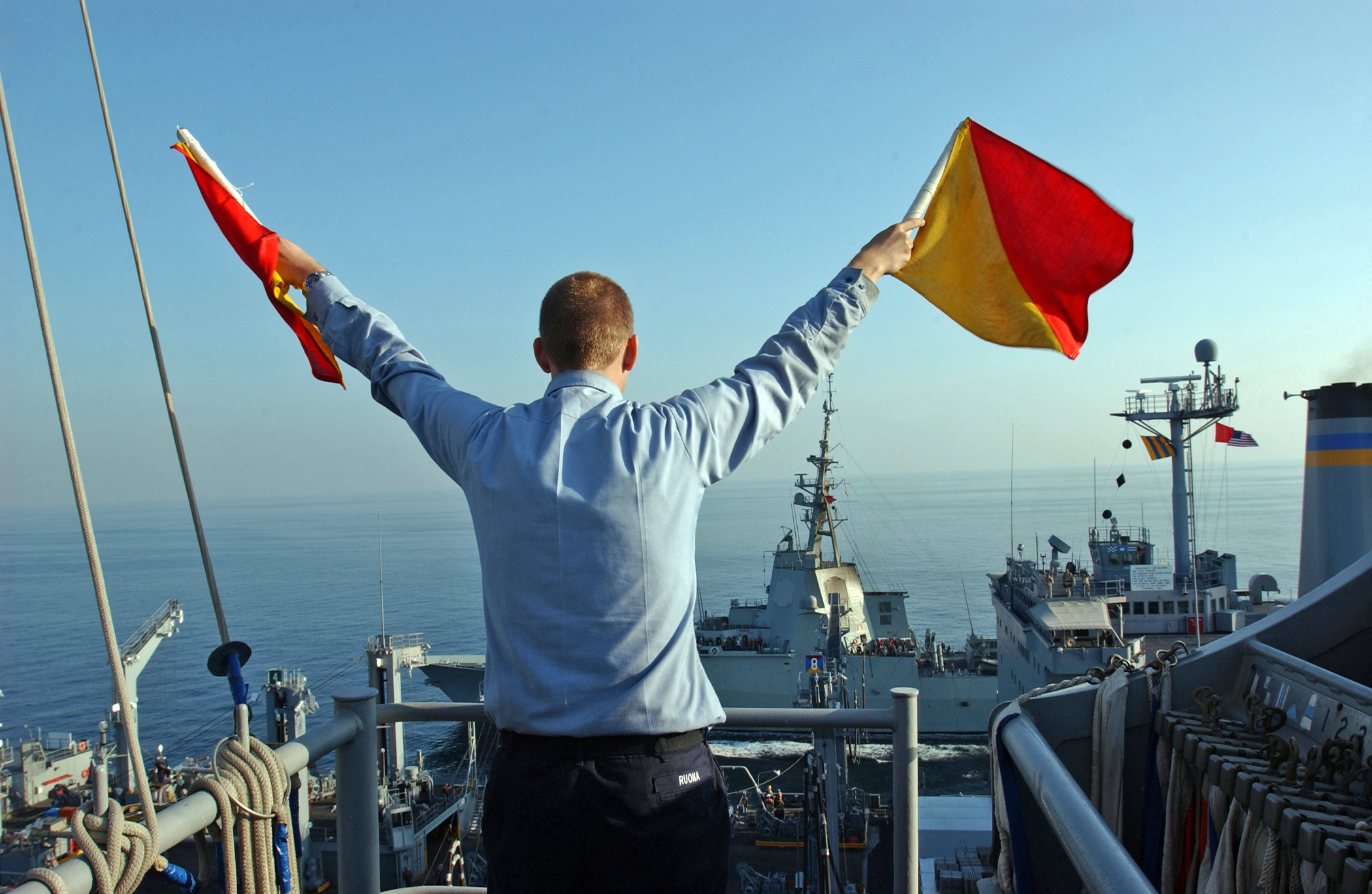
يشير أحد أفراد طاقم البحرية الأمريكية إلى الحرف "U" باستخدام الإعلام الإشاري أثناء تمرين الإمداد الجاري (2005).

الإعلام الإشاري أو التَّلْوِيح أو التومئة أو السيمافور (بالإنجليزية: Semaphore) هو مصطلح كشفي يعني التخاطب عن بعد بواسطة خافقات (أعلام الإشارة) صغيرة مصنوعة من النسيج من لونين هما الأحمر والأصفر، ومساحة كل علم 18×18 بوصة، ومثبتة على عمود.
وتتكون عملية الاتصال من شخصين على الأقل، الأول مرسل، والآخر مستقبل، يقومان بتحريك الأعلام في أوضاع مختلفة بحيث يعبر كل وضع عن حرف من الأحرف الأبجدية أو رقماً من الأرقام الحسابية المتفق عليها عالمياً.

## نظام الاتصال
- قبل بدء المحادثة يجب أن يقف المرسل والمستقبل في وضع الابتداء.
- بعد الانتهاء من كل كلمة يعود المرسل لوضع الابتداء.
- إذا اقتضت الحاجة إلى إرسال حرف مكرر فإن المرسل يرسل الحرف ثم يعود لوضع الابتداء ويرسل الحرف مرة أخرى.
- إذا فهم المستقبل يرسل الحرف ف ويعني (فهمت)، وإذا لم يفهم يرسل الحرف ل ويعني(لم أفهم).
- عند إرسال الأعداد يرسل المرسل حرف ع ويعني (عدد)، وإذا أراد العودة للحروف يرسل الحرف ك ويعني (كلمة).

وتأخذ الأعداد أوضاع بعض الحروف كالتالي:
| 1=أ | 2=ب | 3=ت | 4=ث | 5=ج   |
| 6=ح | 7=خ | 8=د | 9=ذ | صفر=ر |

- ترسل الأعداد المركبة من اليسار إلى اليمين فمثلاً العدد (512) يرسل 5 ثم 1 ثثم 2.